# كارول إي. لانيير
كارول إي. لانيير (بالإنجليزية: Carroll E. Lanier)‏ هو شخصية أعمال وسياسي أمريكي، ولد في 5 نوفمبر 1926 في هامبورغ في الولايات المتحدة، وتوفي في 4 ديسمبر 2012 في الإسكندرية في الولايات المتحدة. حزبياً، نشط في الحزب الديمقراطي.